# Telephanus dentatus
Telephanus dentatus es una especie de coleóptero de la familia Silvanidae.

## Distribución geográfica
Habita en La Española.